# Trần Văn Trân
Thiếu tướng Trần Văn Trân (1927-1997), Phó Giám đốc Học viện Lục quân; quê thành phố Huế, tỉnh Thừa Thiên Huế.
Ông nhập ngũ năm 1945, được phong quân hàm Thiếu tướng năm 1985, gia nhập Đảng Cộng sản Việt Nam từ năm 1946.

## Hoạt động
Trong Kháng chiến chống Pháp, ông tham gia quân đội tại mặt trân Bình Trị Thiên Tại các trung đoàn 95,101, Trần Cao Vân và đảm nhiệm các chức vụ từ chiến sĩ đến Trung đoàn phó.
Tháng 10 năm 1963, trong chiến tranh Việt Nam, ông chiến đấu ở Mặt trận Tây Nguyên, giữ các chức vụ: Sư đoàn phó rồi Sư đoàn trưởng Sư đoàn 1, hàm Đại tá.
Tháng 2 năm 1970, ông bị phía Việt Nam Cộng hòa bắt làm tù binh và đưa đi giam ở nhà tù Cần Thơ. Sau một lần đấu tranh, toàn trại Cần Thơ tuyệt thực trước lúc bầu cử tổng thống Thiệu, ông bị chuyển đi nhà tù Hố Nai - Suối Máu (Biên Hòa).
Tháng 2 năm 1973, ông được trao trả theo Hiệp định Paris tại sông Thạch Hãn.
Tháng 9 năm 1973, ông làm Sư đoàn trưởng Sư đoàn 341. Năm 1975, ông đưa sư đoàn này từ QK4 vào chiến trường miền đông để tham gia chiến dịch mùa xuân 1975.
Tháng 4 năm 1976, ông làm Phó Tư lệnh Quân đoàn 4.
Tháng 12 năm 1978, ông làm Phó Giám đốc Học viện Lục quân.
Từ tháng 9 năm 1984 đến năm 1987, ông làm Tham mưu phó rồi Tham mưu trưởng Bộ Tư lệnh Mặt trận 719.
Tháng 5 năm 1988, ông là thành viên Đoàn công tác của Bộ Quốc phòng Việt Nam (Đoàn 890) giúp Bộ Quốc phòng Campuchia.
Năm 1995, ông nghỉ hưu và qua đời năm 1997.

## Tặng thưởng
Ông được Nhà nước Việt Nam tặng thưởng: 05 Huân chương Quân công (03 hạng nhất, 02 hạng nhì), 03 Huân chương Chiến công hạng ba và nhiều huân, huy chương khác.